# Stirojoppa violaceipennis
Stirojoppa violaceipennis är en stekelart som beskrevs av Cameron 1911. Stirojoppa violaceipennis ingår i släktet Stirojoppa och familjen brokparasitsteklar. Inga underarter finns listade i Catalogue of Life.